# Ronde van Italië 2010/Vijftiende etappe
De vijftiende etappe van de Ronde van Italië 2010 werd op 23 mei 2010 verreden. Het was een bergrit van 222 km van Mestre naar Monte Zoncolan. Ivan Basso won de rit solo. Het was de 2e Liquigas-Doimo-ritwinst op rij, en de vierde achter elkaar van een Italiaan.
Door de loodzware slotklim waren de onderlinge verschillen tussen de favorieten opvallend groot, maar ondanks een tijdverlies van meer dan 3 minuten behield de Spanjaard David Arroyo de roze leiderstrui.

## Uitslagen
| Uitslag etappe | Uitslag etappe       | Uitslag etappe | Uitslag etappe |
| rang           | renner               | land           | tijd           |
| -------------- | -------------------- | -------------- | -------------- |
| 1              | Ivan Basso           | ITA            | 6u21'58"       |
| 2              | Cadel Evans          | AUS            | +1'19"         |
| 3              | Michele Scarponi     | ITA            | +1'30"         |
| 4              | Damiano Cunego       | ITA            | +1'58"         |
| 5              | Aleksandr Vinokoerov | KAZ            | +2'26"         |
| 6              | Carlos Sastre        | ESP            | +2'44"         |
| 7              | Vincenzo Nibali      | ITA            | +3'07"         |
| 8              | Marco Pinotti        | ITA            | +3'20"         |
| 9              | Daniel Martin        | IRL            | +3'31"         |
| 10             | John Gadret          | FRA            | +3'45"         |

| Algemeen klassement | Algemeen klassement  | Algemeen klassement | Algemeen klassement              | Algemeen klassement |
| rang                | renner               | land                | ploeg                            | tijd                |
| ------------------- | -------------------- | ------------------- | -------------------------------- | ------------------- |
|                     | David Arroyo         | ESP                 | Caisse d'Epargne                 | 67u48'42"           |
| 2                   | Richie Porte         | AUS                 | Team Saxo Bank                   | +2'35"              |
| 3                   | Ivan Basso           | ITA                 | Liquigas-Doimo                   | +3'33"              |
| 4                   | Carlos Sastre        | ESP                 | Cervélo                          | +4'21"              |
| 5                   | Cadel Evans          | AUS                 | BMC Racing Team                  | +4'43"              |
| 6                   | Aleksandr Vinokoerov | KAZ                 | Astana                           | +5'51"              |
| 7                   | Vincenzo Nibali      | ITA                 | Liquigas-Doimo                   | +6'08"              |
| 8                   | Michele Scarponi     | ITA                 | Diquigiovanni-Androni Giocattoli | +6'34"              |
| 9                   | Linus Gerdemann      | GER                 | Team Milram                      | +7'12               |
| 10                  | Robert Kiserlovski   | CRO                 | Liquigas-Doimo                   | +8'13"              |

## Nevenklassementen
| Puntenklassement | Puntenklassement     | Puntenklassement | Puntenklassement | Puntenklassement |
| rang             | renner               | land             | ploeg            | punten           |
| ---------------- | -------------------- | ---------------- | ---------------- | ---------------- |
|                  | Cadel Evans          | AUS              | BMC Racing Team  | 86               |
| 2                | Aleksandr Vinokoerov | KAZ              | Astana           | 83               |
| 3                | Jérôme Pineau        | FRA              | Quick-Step       | 74               |

| Bergklassement | Bergklassement | Bergklassement | Bergklassement     | Bergklassement |
| rang           | renner         | land           | ploeg              | punten         |
| -------------- | -------------- | -------------- | ------------------ | -------------- |
|                | Matthew Lloyd  | AUS            | Omega Pharma-Lotto | 29             |
| 2              | Ivan Basso     | ITA            | Liquigas-Doimo     | 25             |
| 3              | Ludovic Turpin | FRA            | AG2R-La Mondiale   | 20             |

| Jongerenklassement | Jongerenklassement | Jongerenklassement | Jongerenklassement | Jongerenklassement |
| rang               | renner             | land               | ploeg              | tijd               |
| ------------------ | ------------------ | ------------------ | ------------------ | ------------------ |
|                    | Richie Porte       | AUS                | Team Saxo Bank     | 67u51'17"          |
| 2                  | Robert Kiserlovski | CRO                | Liquigas-Doimo     | +5'38"             |
| 3                  | Bauke Mollema      | NED                | Rabobank           | +12'00"            |

| Ploegenklassement | Ploegenklassement  | Ploegenklassement | Ploegenklassement | Ploegenklassement |
| rang              | ploeg              | land              | tijd              |                   |
| ----------------- | ------------------ | ----------------- | ----------------- | ----------------- |
|                   | Liquigas-Doimo     | ITA               | 202u19'46"        |                   |
| 2                 | Rabobank           | NED               | +11'50"           |                   |
| 3                 | Omega Pharma-Lotto | BEL               | +27'07"           |                   |

## Opgave
- Manuel Belletti (Colnago-CSF Inox)
- Guillaume Blot (Cofidis)
- Gianpaolo Cheula (Footon-Servetto-Fuji)
- Tyler Farrar (Team Garmin-Transitions)
- Robbie McEwen (Katjoesja)
- Paul Voss (Team Milram)
- Matthew Goss (Team HTC-Columbia)

1e etappe ·
2e etappe ·
3e etappe ·
4e etappe ·
5e etappe ·
6e etappe ·
7e etappe ·
8e etappe ·
9e etappe ·
10e etappe ·
11e etappe ·
12e etappe ·
13e etappe ·
14e etappe ·
15e etappe ·
16e etappe ·
17e etappe ·
18e etappe ·
19e etappe ·
20e etappe ·
21e etappe
Startlijst · Eindstanden · Afbeeldingen